# PPHP
PPHP dat staat voor Pleasant Places, Happy People, is een Nederlands architectenbureau opgericht door Sjoerd Soeters en heeft zijn hoofdkantoor in Amsterdam. Soeters was tot en met 1 september 2016 samen met Jos van Eldonk betrokken bij Soeters Van Eldonk architecten.
Het leverde het ontwerp voor de renovatie van de Johan Cruijff ArenA, waarbij Soeters als co-architect betrokken was. De renovatie, die plaatsvond in het kader van het EK voetbal in 2020, omvatte een uitbreiding van het vloeroppervlak en verbeterde toegankelijkheid, wat resulteerde in een nieuw uiterlijk voor het stadion.
Daarnaast heeft PPHP het ontwerp geleverd voor twee voorzieningengebouwen van de Noord/Zuidlijn in Amsterdam. Het bureau heeft ook een stedenbouwkundig plan ontworpen voor de grootschalige renovatie van het Stationsgebied van Zaandam in het plan Inverdan. Bovendien heeft PPHP een alternatief stedenbouwkundig plan voor de Sluisbuurt in Amsterdam ontworpen, waarbij geen hoge woontorens zijn voorzien.
In 2023 kondigde Soeters aan dat PPHP zou sluiten.

## Portfolio
- Johan Cruijff ArenA, Amsterdam (1996 / 2014 - 2020)
- Inverdan, Zaandam
- Holland Park, Diemen (2015 - )
- Villa Prinsen Bolwerk, Haarlem
- Schalkstad, Haarlem (2018 - )
- This is Holland, Amsterdam
- Sluisbuurt, Amsterdam